# Чин, Тессанни
Тессанни Аманда Чин (англ. Tessanne Amanda Chin; род. 20 сентября 1985 года) — ямайская певица, наиболее известная тем, что победила в 5-м сезоне конкурса реалити-шоу NBC The Voice (рус. Голос) в составе команды наставника Адама Левина. Она выступала на разогреве перед концертами Патти Лабелль, Пибо Брайсона и Глэдис Найт, гастролировала в течение трех лет с Джимми Клиффом. Она младшая сестра певицы Тами Чинн.
1 июля 2014 года под лейблом Republic Records вышел её дебютный альбом Count On My Love.

## Юность
Тессани родилась в Кингстоне на Ямайке, и училась в подготовительной школе Мэвисвилла. Её отец, Ричард Чин, имеет ямайско-китайское происхождение, мать, Кристина Чин, также ямайская гражданка, имеет английское и африканское происхождение. Её родители участвовали в музыкальной группе The Carnations, её старшая сестра Тами Чинн также певица. Её двоюродный брат Джей Холл - вокалист и гитарист в британской рок-группе Grassroutes (ранее - The Royal Players), его брат Леон - вокалист ска-группы Electrik Custard.
Тессанни познакомилась с музыкой в очень раннем возрасте, благодаря её родителям: мать была трубачом и певицей, отец - барабанщиком. У семьи есть студия звукозаписи в их доме на Ямайке. Она начала выступать в возрасте шести лет в одной из лучших школ исполнительского искусства Ямайки Cathy Levy's Little People and Teen Players Club. Большая часть вокальных навыков была получена от матери, а также от известного вокального тренера Лесли Райт. Тессанни узнала о культурном разнообразии на собственном примере, когда в 12 лет переехала в Англию. Она справилась с переездом, посвятив много времени написанию песен.
Тессани вышла замуж за телеведущего Майкл Энтони Каффа - младшего в 2011 году. После четырех лет совместной жизни супруги подтвердили, что у них были семейные проблемы и развелись в 2015 году.

## Карьера

### 2006–2012
После возвращения на Ямайку Тессани присоединилась к рок-группе Mile High и выступала перед публикой на многих местных площадках, таких как Jazzfest, Rockfest и RETV Unplugged. Их стиль, "рок-регги", был уникальным и неповторимым. После трехлетнего турне с Джимми Клиффом в качестве бэк-вокалистки, она решила начать сольную карьеру.
Гитарист Руди Валентино и барабанщик Пол Кастик были продюсерами её независимого дебютного альбома 2010 года In Between Words. Её дебютный сингл 2006 года "Hideaway" получил широкую ротацию на Карибском радио и некоторых радио станциях Нью-Йорка. Сингл и его клип были очень популярны, песня была выпущена в сборнике Reggae Gold 2007 компании VP Records. Затем она выпустила ещё два сингла: "Messenger" и "Black Books".
Она участвовала в нескольких концертах, включая Air Jamaica Jazz and Blues Festival 2006, Reggae Sumfest 2007 и 2012, the Deck Cafe, Port Royal Music Festival, ABC Slim Traxx и в её собственном шоу "Арабская ночь".
Тессани сотрудничала с несколькими ямайскими артистами: Шегги ("Never Let Go"), Protoje ("Someone Like You"), группой Kes ("Loving You") из республики Тринидад и Тобаго, участвовала в треке легендарной ямайской группы Third World ("By My Side"). Она появилась в качестве специального гостя Third World в зале Highline Ballroom в Нью-Йорке в апреле 2011 года. Песня "By My Side" есть в саундтреке к сериалу Роберта Таунсенда "Дневник матери-одиночки" при участии Моники Калхун, Леона Робинсона и Билли Ди Уильямса.
Другие её известные треки - это ремейки песен других известных исполнителей и групп, таких как Foreigner "I Want to Know What Love Is", The Who "Love, Reign o'er Me", Кэти Перри "Firework" и Phish "Free". Ремейк песни Боба Марли "Could You Be Loved", которую Тессанни исполнила со своей группой Mile High, распространился по интернету в начале 2006 года. Среди других работ - живое исполнение песни "You and Me", написанной и исполненной её старшей сестрой Тами Чинн.
6 декабря 2010 года, Тессани Чин выпустила доступный для скачивания независимый дебютный альбом под названием In Between Words.

### The Voice (2013)
В сентябре 2013 года было объявлено, что она будет участвовать в 5-м сезоне певческого конкурса NBC, The Voice, после того, как звезда регги и дэнсхолла Шегги предоставил ей конкурс как возможность, наконец, сделать свой большой прорыв в качестве звезды международного масштаба. Во втором эпизоде слепого прослушивания, транслировавшегося 24 сентября 2013 года, она исполнила песню Пинк «Try». Все четыре наставника, а именно Адам Левин, Си Ло Грин, Кристина Агилера и Блейк Шелтон, развернули свои кресла к ней, но она предпочла Адама Левина.
10 декабря 2013 года её выступление в полуфинальном раунде с песней из альбома Simon & Garfunkel «Bridge over Troubled Water» стало № 1 в чарте iTunes, она стала первой участницей, занявшей первое место в чарте в конце соответствующего голосования в этом сезоне. Это выступление стало её первым выступлением в США, занявшим 64-е место в чарте Hot 100, 14-е место в чарте Digital Songs и 5-е место в чарте Heatseekers Songs.
В канадском чарте Hot 100 песня дебютировала под номером 39. 17 декабря 2013 года ее исполнение песни Уитни Хьюстон «I Have Nothing» стало № 1 в чарте iTunes, причем она также стала первой конкурсанткой в этом сезоне, дважды занявшей первое место в чарте. На следующей неделе песня дебютировала в Hot 100 под № 51, № 12 в чарте Digital Songs и № 15 в чарте Hot R&B/Hip-Hop Songs. Её дуэт с тренером Адамом Левином — кавер-версия песни The Beatles «Let It Be»- заняла 76-е место в Hot 100 и 24-е место в Digital Songs. Песни также заняли № 1 и № 7 соответственно в чарте Heatseekers Songs. В Канаде её кавер на «I Have Nothing» заняла № 32, "Let it Be " — № 35. Сборние со студийными записями её выступлений на Голосе был выпущен на iTunes и занял 4-е место в чарте Heatseekers Albums.
Во время финального шоу она стала победительницей 5-го сезона, набрав наибольшее количество голосов в истории голосований. Второе место заняла Джеки Ли, третье — Уилл Чамплин. После объявления её победы, она представила свой первый американский сингл Tumbling Down, написанном Райаном Теддером из OneRepublic. На сегодняшний день она является единственным иностранным конкурсантом, выигравшим конкурс «The Voice USA».
| Этап                                | Песня                                                 | Оригинальный исполнитель | Дата       | Номер | Результат                                                       |
| ----------------------------------- | ----------------------------------------------------- | ------------------------ | ---------- | ----- | --------------------------------------------------------------- |
| Слепые прослушивания                | «Try»                                                 | Пинк                     | 24.09.2013 | 2.14  | Все 4 кресла развернулись к участнице. Она выбрала Адама Левина |
| Поединки (топ 48)                   | «Next to Me» против Донны Аллен                       | Эмели Санде              | 14.10.2013 | 7.5   | Спасена наставником                                             |
| Нокауты (топ 32)                    | «Stronger (What Doesn’t Kill You)» против Эшли Дюбосэ | Келли Кларксон           | 28.10.2013 | 11.4  | Спасена наставником                                             |
| Живые выступления (топ 20)          | «Many Rivers to Cross»                                | Джимми Клифф             | 04.11.2013 | 13.10 | Спасена зрительским голосованием                                |
| Живые выступления (топ 12)          | «My Kind of Love»                                     | Эмели Санде              | 11.11.2013 | 16.9  | Спасена зрительским голосованием                                |
| Живые выступления (топ 10)          | «If I Were Your Woman»                                | Gladys Knight & the Pips | 18.11.2013 | 18.6  | Спасена зрительским голосованием                                |
| Живые выступления (топ 8)           | «Underneath It All»                                   | No Doubt и Lady Saw      | 25.11.2013 | 20.2  | Спасена зрительским голосованием                                |
| Живые выступления (топ 6)           | «Redemption Song»                                     | Боб Марли и Wailers      | 02.12.2013 | 22.2  | Спасена зрительским голосованием                                |
| Живые выступления (топ 6)           | «Unconditionally»                                     | Кэти Перри               | 02.12.2013 | 22.8  | Спасена зрительским голосованием                                |
| Живые выступления (топ 5) Полуфинал | «Bridge over Troubled Water»                          | Simon & Garfunkel        | 09.12.2013 | 24.5  | Спасена зрительским голосованием                                |
| Живые выступления (топ 3) Финал     | «Try»                                                 | Пинк                     | 16.12.2013 | 26.1  | Победительница                                                  |
| Живые выступления (топ 3) Финал     | «Let It Be» (дуэт с Адамом Левином)                   | The Beatles              | 16.12.2013 | 26.4  | Победительница                                                  |
| Живые выступления (топ 3) Финал     | «I Have Nothing»                                      | Уитни Хьюстон            | 16.12.2013 | 26.7  | Победительница                                                  |

| Этап                                 | Песня                                                                                 | Оригинальный исполнитель                                                       | Дата       | Номер |
| ------------------------------------ | ------------------------------------------------------------------------------------- | ------------------------------------------------------------------------------ | ---------- | ----- |
| Живые выступления (топ 20) Результат | «Safe and Sound» с командой наставника                                                | Capital Cities                                                                 | 07.11.2013 | 15.4  |
| Живые выступления (топ 12) Результат | «Brave» (при уч. Сары Бареллис и женских исполнительниц из топ 12)                    | Сара Бареллис                                                                  | 12.11.2013 | 17.1  |
| Живые выступления (топ 12) Результат | «A Hard Day’s Night» (при уч. Адама Левина и его команды)                             | The Beatles                                                                    | 12.11.2013 | 17.4  |
| Живые выступления (топ 10)           | «Say It, Just Say It» (с участниками из топ 10)                                       | The Mowgli's                                                                   | 18.11.2013 | 18.1  |
| Живые выступления (топ 10) Результат | «Royals» (при уч. Кэролайн Пеннелл)                                                   | Лорд                                                                           | 19.11.2013 | 19.4  |
| Живые выступления (топ 8)            | «One Day» (при уч. Коула Восбери, Рея Будро, Уилла Чамплина)                          | Матисьяху                                                                      | 25.11.2013 | 20.1  |
| Живые выступления (топ 8) Результат  | «Will the Circle Be Unbroken?» (с участниками из топ 8)                               | Оригинальное исполнение отсутствует. Авторы Ада Хабершон и Чарльз Габриэль     | 26.11.2013 | 21.2  |
| Живые выступления (топ 8) Результат  | «Apologize»/ «All the Right Moves» (с участниками из топ 8)                           | OneRepublic                                                                    | 26.11.2013 | 21.4  |
| Живые выступления (топ 6) Результат  | «You Got the Love» (при уч. Мэтью Шулера и Джеки Ли)                                  | Кэнди Стэйтон                                                                  | 03.12.2013 | 23.2  |
| Живые выступления (топ 6) Результат  | «Радуйся, мир!»/ «O Holy Night» (с участниками из топ 6)                              | Традиционный рождественский гимн, написанный Исааком Уоттсом и Адольфом Аданом | 03.12.2013 | 23.5  |
| Живые выступления (топ 5) Полуфинал  | «Best Day of My Life» (с участниками из топ 5)                                        | American Authors                                                               | 09.12.2013 | 24.1  |
| Живые выступления Финал              | «I’ll Be There» (с участниками из топ 3)                                              | The Jackson 5                                                                  | 16.12.2013 | 26.1  |
| Живые выступления Финал. Результат   | «Tonight Is the Night» (с участниками из топ 20)                                      | Outasight                                                                      | 17.12.2013 | 27.1  |
| Живые выступления Финал. Результат   | «Love Can Move Mountains» (при уч. Селин Дион)                                        | Селин Дион                                                                     | 17.12.2013 | 27.3  |
| Живые выступления Финал. Результат   | «Hold On, I'm Comin'» (при уч. Джеймса Уолперта, Престона Пола, Оливии Хенкен и Грей) | Сэм и Дейв                                                                     | 17.12.2013 | 27.11 |
| Живые выступления Финал. Результат   | «Tumbling Down»                                                                       | Тессанни Чин                                                                   | 17.12.2013 | 27.13 |

### 2014: после The Voice
30 декабря 2013 года издание Caribbean Journal назвало Тессанни Артистом 2013 года.
Вместе с занявшими второе и третье места Джеки Ли и Уиллом Чамплином она выступила на ежегодном Параде роз 1 января 2014 года на вершине первой в истории платформы The Voice. Она исполнила свой сингл "Tumbling Down".
12 января 2014 года она возглавила своё первое шоу в честь победы на The Voice, получившее название "Возвращение Тессанни домой". Мероприятие проходило в центре Кингстона, вход был бесплатным. Также выступали Шэгги, Уэйн Маршалл, Ассассин и регги-певица Алэйн. В тот же вечер мэр Анджела Браун Берк вручила ей золотую медаль города Кингстон.
15 февраля 2014 года Тессанни выступила на 21-м ежегодном музыкальном фестивале 9 Mile Music Festival в Майами, штат Флорида, вместе с Лорин Хилл, Стивеном Марли, Дэмианом Марли, Джулианом Марли, Шоном Полом, Шегги, Мавадо и многими другими.
25 февраля 2014 года она выступила в Тринидаде вместе с группой Kes The Band на концерте "Tuesdays On The Rock".
Она выступала в Белом доме 6 марта 2014 года для президента Барака Обамы и первой леди Мишель Обамы в серии "In Performance at the White House", с другими исполнителями, включая Мелиссу Этеридж, Арету Франклин, Ариану Гранде, Патти Лабелль, Жанель Монэ и Джилл Скотт с Грегом Филлингейнсом в качестве музыкального директора, для концерта, посвященного женщинам под названием "Women of Soul: In Performance at The White House". Она исполнила "Last Dance" Донны Саммер, затем присоединилась к другим артистам, чтобы отдать дань уважения Тине Тёрнер, исполнив её песню "Proud Mary". Это событие транслировалось на канале PBS 7 апреля 2014 года.
Тессанни Чин была удостоена награды на Пятом ежегодном благотворительном гала-концерте университета Вест-Индии в Торонто в отеле Ritz Carlton 29 марта 2014 года, вместе со своим давним наставником, легендой регги Джимми Клиффом. В тот вечер торонтские филантропы Майкл Ли-Чин и Рэймонд Чанг устроили импровизированный аукцион, чтобы убедить Тессанни спеть свою первую песню на канадской земле. В конце концов, г-н Ли-Чин выиграл торги со ставкой 40 000 долларов, и попросил её исполнить три песни. Вырученные средства пошли на выплату стипендий для базирующейся в Карибском бассейне университетской системы.
Она выступала на фестивале Digicel Barbados Reggae 27 апреля 2014 года в Барбадосе.
1 мая 2014 года она участвовала в концерте Mcdonald's Global owners concert, проходившем в Орландо, штат Флорида. Там она исполнила песни Уитни Хьюстон "I Will Always Love You" и "I Have Nothing" в сопровождении Дэвида Фостера на фортепиано. Затем она, вместе с Ни-Йо, исполнила его песню "Incredible". Среди других участников концерта был её бывший наставник Адам Левин и Стинг.
3 мая 2014 года она выступала на Морском фестивале музыки в Антигуа на закрытии Недели парусного спорта вместе с Кристофером Мартином , Баррингтоном Леви и многими другими.
8 мая 2014 года Тессанни выступала на ужине индустрии развлечений (англ. Entertainment Industry Dinner), созванном в честь Ромы Дауни и её мужа Марка Бернетта за достижения и вклада в развлекательное сообщество, вместе с госпел-поп группой RAISE и вокальной группой The Tenors в отеле Beverly Hilton в Беверли-Хиллз.
17 мая 2014 года она выступила в зале Sony Centre for the Performing Arts в Торонто, провинция Онтарио, Канада, она исполнила попурри из песен из альбома "In Between Words", из песен, которые она исполняла на Голосе, и двух её синглов "Tumbling Down" и" Everything Reminds Me of You" из альбома "Count On My Love". C группой The Tenors она исполнила кавер на песню "Аллилуйя".
26 мая 2014 года она выступала на первом фестивале Oracabessa "A Celebration Of Caribbean Culture" вместе с Beenie Man, Konshens и Ассассин. Мероприятие проходило в парке Роя Уилкинса в Куинс, штат Нью- Йорк.
Тессанни возглавила "The Voice Summer Tour 2014", который начался 21 июня в Сан-Антонио, штат Техас, и завершился в Редмонде, штат Вашингтон, 2 августа 2014 года. К ней присоединились занявшая второе место в сезоне 5 Джеки Ли и занявший третье место финалист Уилл Чамплин, а также занявшая второе место в 1 сезоне Диа Фрэмптон и победитель 6-го сезона Джош Кауфман и другие финалисты 6-го сезона. Спонсором тура выступал бренд шампуня Clear Scalp & Hair. Для этой кампании были выпущены два рекламных ролика с участием Чин и обучающее видео.
11 мая 2014 года она пела на фестивале Saint Lucia Jazz Festival, выступая вместе с легендой регги Баррингтоном Леви, а также Элисон Хиндс, Commodores, Элвисом Креспо, Kem, Максвеллом, Монти Александером, Омаром Соса, P-Square, Теддисоном Джоном, Alternative Quartet, Blue Mangó и удостоенной премий Грэмми и Тони Ди Ди Бриджуотер.
19 июля 2014 года она выступала на регги Sumfest на Ямайке  вместе с Уизом Халифом, Джейсоном Деруло, Фьючером, Beenie Man, Шон Полом, Jah Cure, Chronixx и Фредди Макгрегором. Это было уже третье её выступление на фестивале.
1 июля 2014 года Тессанни выпустила альбом Count On My Love под лейблом Republic. Во время подготовки альбома Тессанни сотрудничала с Дэмианом Марли, а также с давним наставником Шегги, однако эти треки не вошли в альбом. Была упомянута возможность сотрудничества с Не-Йо, но в конечном итоге это не принесло никаких результатов. Она выразила желание сделать некоторые записи альбома на Ямайке в Портлендской студии звукозаписи GeeJam, но в итоге записала альбом в разных студиях в США. Продюсерами альбома являются Джерри "Wonda" Дюплессис, Stargate, Shama "Sak Pase" Joseph, Mark "Exit" Goodchild, Shaun Pizzonia aka Sting International, MadMen Productions, Mitchum "Khan" Chin, и Supa Dups. Среди авторов песен: Оутум Роу, Rock City (Planet VI), Клод Келли, AC Burrell, Райан Теддер из OneRepublic, Lil' Eddie и легендарный автор песен Дайан Уоррен. Тоби Гэд, Чак Хармони и Джонни Блэк были заявлены при участии в альбоме, однако в настоящее время неизвестно, внесли ли они свой вклад в качестве авторов или продюсеров.
Её второй сингл "Everything Reminds Me of You", написанный Rock City aka Planet VI, был исполнен в полуфинале 6-го сезона The Voice.
Тессанни была соавтором пяти песен: "Everything Reminds Me of You", "Count On My Love", "Always Tomorrow", "Lifeline" и "Heaven Knows," написала "One Step Closer". Она заявила в интервью SpinMedia, что она сочинитель в такой же степени, как и певица, и поблагодарила Rock City, Клода Келли и Тоби Гэда за то, что они приняли это во внимание.
Альбом дебютировал на 41 месте в чарте Billboard 200 и на 20 - в чарте Top Digital Albums. Альбом был продан тиражом 7000 копий в первую же неделю по данным Billboard.com, что является самым низким показателем за первую неделю продаж победителя The Voice. Альбом был сильно раскритикован из-за недостатка раскрутки и рекламы от Republic Records и The Voice.

### С 2015 – новый дебютный альбом
Тессанни опубликовала на своей странице в Facebook, что она планировала издать песни, которые служили фоновой музыкой в рекламе продукции для волос с её участием. Они были написаны в соавторстве с Балевой Мухаммадом, спродюсированы и выпущены компанией J. U. S. T. I. C. E. League. "Fire" - первый официальный сингл.
26 апреля 2015 года она выступила на 42-й дневной церемонии вручения премии "Эмми", где исполнила музыкальную классику "What I Did for Love".
24 мая 2015 года она выступила на концерте ко Дню поминовения, проходившем в Вашингтоне, выступая вместе с Джо Мантеньей, Глорией Эстефани, Стефани Скоттом, Кэтрин Дженкинс, Расселлом Уотсоном и другими, где она исполняла песню Уитни Хьюстон " I Will Always Love You".
В процессе создания нового альбома она сотрудничала с американским рэпером T. I. и продюсером Lil' C, а также с ямайским автором песен и вокалистом Олафом Блэквудом.